# Антон II фон Олденбург
Антон II фон Олденбург ((на немски: Anton II von Aldenburg; * 26 май 1681 във Фарел, Фризия, Долна Саксония; † 6 август 1738, Фарел) е германски имперски граф от фамилията Дом Олденбург, господар на Фарел, и на господството Книпхаузен (във Вилхелмсхафен) и господството Доорверт при Арнем в Гелдерланд, наследник от 1706 г.

## Биография
Той е единствен син на граф Антон I фон Алденбург (1633 – 1680) и втората му съпруга принцеса Шарлота Амéли де ла Тремойл от Таранто от Франция (1652 – 1732), дъщеря на принц Хенри Шарл, duc de La Tremoille (1652 – 1732) и Емилия фон Хесен-Касел (1626 – 1693), дъщеря на ландграф Вилхелм V фон Хесен-Касел (1602 – 1637).
Антон II се ражда седем месеца след смъртта на баща му. Майка му Шарлота поема опекунството заедно с граф Улрих Фридрих фон Гюленльове и граф Франц Хайнрих Фрайдаг, съпрузите на двете ѝ заварени дъщери, за непълнолетния Антон II до 1706 г. От първия брак на баща му той има пет полусестри. Той расте във фамилния дворец Доорверт при Арнем.
За единствената си дъщеря Шарлота София (1715 – 1800) той успява през 1731 г. да получи датското съгласие за наследството му. Антон II има финансови проблеми и взема на заем 337 000 гулдена от граф Виллем (Вилхелм) фон Бентинк (1704 – 1774) и омъжва дъщеря си за него. Чрез тази женитба собственостите на Алденбургите отиват на фамилията Бентинк, които ги управляват до 1854 г. с името „Алденбург-Бентинк“.
Антон II фон Олденбург умира на 57 години на 6 юни 1738 г. във Фарел, Фризия, Долна Саксония.

## Фамилия
Първи брак: на 15 юли 1705 г. с фрайин Анна Вилхелмина фон Инхаузен и Книпхаузен (* 23 август 1690; † 29 март 1718), дъщеря на барон Вилхелм фон Книпхаузен-Нинорт при Гронинген, Нидерландия (1669 – 1717). Те се развеждат през януари 1711 г. Бракът е бездетен.
Втори брак: на 26 април 1711 г. в Копенхаген с принцеса Вилхелмина Мария фон Хесен-Хомбург (* 8 януари 1678; † 25 ноември 1770), дъщеря на ландграф Фридрих II (1633 – 1708) и принцеса Луиза Елизабет фон Курландия (1646 – 1690). Те имат една дъщеря:
- Шарлота София фон Олденбург (* 5 август 1715, Фарел; † 4 февруари 1800, Хамбург), омъжена на 1 юни 1733 г. (развод 5 април 1740) за граф Вилем (Вилхелм) фон Бентинк (* 6 ноември 1704, Лондон; † 13 октомври 1774, Хага), господар на Рхоон и Пендрехт; имат двама сина; II. от 1732 г. има връзка с граф Албрехт Волфганг фон Шаумбург-Липе-Бюкебург (* 27 април 1699, Бюкебург; † 24 септември 1748, Бюкебург); имат двама сина. Тя е приятелка с Волтер, Фридрих Велики и граф Вилхелм фон Шаумбург-Липе.